# Xã Ozan, Quận Hempstead, Arkansas
Xã Ozan (tiếng Anh: Ozan Township) là một xã thuộc quận Hempstead, tiểu bang Arkansas, Hoa Kỳ. Năm 2010, dân số của xã này là 1.337 người.